# Aérodrome d'Ofu
L'aéroport d'Ofu (code IATA : OFU • code OACI : NSAS • code FAA : Z08) est un aéroport public situé à 2 kilomètres au sud du village d'Ofu, sur la partie ouest de l'île d'Ofu-Olosega, aux Samoa américaines. L'aéroport est publiquement détenu par le gouvernement des Samoa américaines.

## Description
L'aéroport d'Ofu recouvre une surface de 7,3 hectares et possède une piste d'atterrissage pavée de direction 8/26 et de dimensions 610 x 18 m. La piste ayant été jugée trop courte par la Federal Aviation Administration pour accueillir un avion de 19 places, l'organisation doit décertifier l'aéroport d'Ofu en 2010. Il est recertifié le 15 juillet 2013 à la suite de la mise en place d'un avion de neuf places pour desservir l'aéroport. Un projet de construction de caserne de pompiers à proximité immédiate de l'aéroport est lancé ; il devrait aboutir d'ici fin 2014,.
Sur une période de 12 mois se terminant le 30 décembre 2004, 1 944 opérations ont été effectuées à l'aéroport d'Ofu, soit une moyenne de 5 par jour. 100 % de ces vols étaient des vols de taxi aérien.